# 西島村 (石川県)
西島村（にしじまむら）は、石川県鹿島郡にあった村。現在の七尾市能登島の西部にあたる。

## 地理
- 海洋 ： 七尾湾

## 歴史
- 1889年（明治22年）4月1日 - 町村制の施行により、南村・無関村・閨村・通村・久木村・田尻村・半浦村・須曽村の区域をもって発足。
- 1955年（昭和30年）2月1日 - 東島村・中乃島村と合併して能登島町が発足。同日西島村廃止。